# Tatort: Rosenholz
Rosenholz ist ein Fernsehfilm aus der Fernseh-Kriminalreihe Tatort der ARD und des ORF. Es ist der achte gemeinsame Fall des Berliner Ermittlerduos Ritter und Stark. Der RBB produzierte den Film unter der Regie von Peter Ristau und wurde am 6. Juli 2003 in Das Erste zum ersten Mal gesendet.

## Handlung
Maria Berkbusch ist eine engagierte TV-Moderatorin, die sich derzeit für die Aufarbeitung der ostdeutschen Vergangenheit und die Offenlegung der Stasiakten einsetzt. Um Informationen über einen  IM „Leopard“ zu erhalten, will sie Hans Garbrecht treffen, der in der DDR als Major beim Auslandsgeheimdienst Hauptverwaltung A gearbeitet hatte und noch eine Liste mit Decknamen der Inoffiziellen Mitarbeiter des Ministeriums für Staatssicherheit besitzen soll. Als Berkbusch das abgelegene Einfamilienhaus erreicht, findet sie ihren Informanten tot in seiner Wohnung. Panisch ergreift sie die Flucht, wird dabei aber von einem aufmerksamen Nachbarn Garbrechts gesehen. Er hat aber auch ein auffälliges Cabrio vor Garbrechts Haus stehen sehen. Da ein solches Fahrzeug auf Wolfgang Zimmerer, den Geschäftsführer der Wohnungsgesellschaft zugelassen ist, für die das Opfer als Verwalter gearbeitet hatte, suchen die Kommissare Ritter und Stark ihn auf. Er gibt an, dass er mit Garbrecht reden wollte, dieser aber die Tür nicht geöffnet habe und er daher annahm, dass er nicht zu Hause sei. Die Ermittler finden es merkwürdig, dass Zimmerer zu seinem Verwalter gefahren ist und er seinen Angestellten nicht zu sich bestellt hat. Aufgrund von Unterlagen, die im Tresor des Opfers gefunden wurden, nehmen Ritter und Stark an, dass Zimmerer von Garbrecht erpresst wurde. Als sie Zimmerer mit ihrem Fund konfrontieren, leugnet er derartige Zusammenhänge. Er, als aufstrebender Politiker, sei ständig Anfeindungen und Intrigen ausgesetzt.
Ihr nächster Weg führt Ritter und Stark zu Maria Berkbusch, die von Garbrechts Nachbarn erkannt wurde.  Sie ahnt, dass die Polizei sie verdächtigt, und flüchtet vor Ritter, als sie ihn bemerkt. Zunächst leugnet sie, Hans Garbrecht überhaupt zu kennen, gibt dann aber doch zu, dass sie ihn treffen wollte. Sie recherchiere schon lange alte Stasi-Seilschaften und er wollte ihr Informationen dazu geben. Da Berkbusch zu der von der KTU ermittelten Tatzeit noch mit dem Auto unterwegs war, scheidet sie inzwischen als Täterin aus.
Auf ihrer verbissenen Suche nach dem IM „Leopard“, versucht Berkbusch an offizielle Stasiunterlagen zu gelangen, die ihr bei der Aufklärung helfen können. Da sie selber von der entsprechenden Behörde keine Informationen bekommt, versucht sie mit den Kommissaren zu kooperieren, die als Ermittler Zugang zu den Unterlagen hätten. Während sie ihr Anliegen mit Ritter und Stark bespricht, bricht ein Feuer in ihrem privaten Büro aus und ihre gesamten Unterlagen und Recherchen werden vernichtet. So vermuten die Kommissare, dass sie ihrem „Leopard“ gefährlich nahegekommen sein muss und er wahrscheinlich auch dafür gesorgt hat, dass sie mit Garbrecht nicht mehr sprechen konnte.
Lutz Weber recherchiert, dass Maria Berkbusch bei ihrer Tante Jutta aufgewachsen ist, da ihre Eltern Selbstmord begangen hatten. Sie waren Dissidenten und wurden von „Leopard“ verraten, was das große Engagement von Maria Berkbusch erklärt. Ritter und Stark gelingt es, eine Liste der IMs zu erhalten, die als „Leopard“ in Frage kommen. Und unter den Namen findet sich auch Max Vollrath, der mit Maria Berkbusch verheiratet ist. Ritter versucht Vollrath zu finden, während Stark Maria Berkbusch aufsucht. Offensichtlich hat auch sie eine heiße Spur zu „Leopard“, doch das gibt sie nicht zu. Heimlich verlässt sie ihre Wohnung und fährt zu ihrer Tante. Sie bedroht sie mit einer Waffe, damit sie zugeben soll, dass sie ihre Eltern verraten hat. Ritter und Stark, die inzwischen eintreffen, können sie aber von ihrem Irrtum abbringen. Ihr eigener Mann war der Verräter und auch der Mörder von Garbrecht. Stark stellt allerdings fest, wenn Maria nicht so verbissen nach der Wahrheit gesucht hätte, wäre Vollrath gar nicht zum Mörder geworden.

## Hintergrund
Rosenholz wurde von ProVobis Film im Auftrag des Rundfunk Berlin-Brandenburg (RBB) produziert, der 2003 nach einer Fusion aus dem Sender Freies Berlin (SFB) und dem ORB entstand und seitdem einen Doppelsitz in Potsdam-Babelsberg und Berlin-Charlottenburg hat.
Der Titel Rosenholz spielt auf die Rosenholz-Dateien an.

## Rezeption

### Einschaltquoten
Bei seiner Erstausstrahlung am 6. Juli 2003 wurde die Folge Rosenholz in Deutschland von 7,56 Millionen Zuschauer gesehen, was einem Marktanteil von 25,00 Prozent entsprach.

### Kritik
Rainer Tittelbach von tittelbach.tv meint zu diesem Tatort: „Es ist beachtlich: Die schwierige Verquickung von Krimi und deutsch-deutscher Geschichte funktioniert im ‚Tatort – Rosenholz‘ weitaus besser als das Zusammenspiel der beiden Kommissare, die ihr Image der großen Jungs allzu infantil vor sich hertragen und denen so etwas wie (Mit-)Gefühl offenbar abgeht. So muss Aglaia Szyszkowitz den Film mit ihrem Spiel retten: bleibt bei den ‚Typen‘ Raacke und Aljinović jede Geste, jeder Satz rein äußerlich, dringt die schöne Österreicherin in ihre Rolle als emotional engagierte Journalistin, die das Unrecht auf ihre schmalen Schultern nimmt, vollkommen ein. Für 90 spannende Minuten sind ihre Schultern dann doch etwas zu schmal.“
Beim Tagesspiegel findet Tom Peuckert: „Eine Liste von einstigen Zuarbeitern der Stasi im Westen. Das Material ist so brisant, dass sich sogar die wirkliche Aktenchefin Marianne Birthler zu einer Gastrolle als fiktionale Aktenchefin Marianne Birthler überreden ließ. Im Film steht sie kurz in der Tür ihres Büros und wimmelt eine allzu neugierige Besucherin ab.“
Die Kritiker der Fernsehzeitschrift TV Spielfilm schreiben: „Der Titel spielt auf eine reale elektronische Spionagekartei der DDR an. Leider fehlt's an Spannung. Fazit: Zu verzettelt, schade um den starken Stoff.“